# Bahrajn na Letnich Igrzyskach Olimpijskich 2012
Bahrajn na Letnich Igrzyskach Olimpijskich 2012 reprezentowało dwunastu zawodników: czterech mężczyzn i osiem kobiet. Zdobyli oni jeden brązowy medal, zajmując 79. miejsce w klasyfikacji medalowej.
Był to 8 start reprezentacji Bahrajnu na letnich igrzyskach olimpijskich. Maryam Jamal zdobyła pierwszy medal olimpijski dla Bahrajnu.

## Zdobyte medale
| Medal | Zawodnik           | Dyscyplina    | Konkurencja           | Rezultat    |
| ----- | ------------------ | ------------- | --------------------- | ----------- |
| Brąz  | Maryam Yusuf Jamal | Lekkoatletyka | bieg na 1500 m kobiet | 4:10,74 min |

## Skład kadry

### Lekkoatletyka
Mężczyźni
Konkurencje biegowe
| Zawodnik               | Konkurencja | Eliminacje | Eliminacje | Ćwierćfinał | Ćwierćfinał | Półfinał | Półfinał | Finał                    | Finał   |
| Zawodnik               | Konkurencja | Wynik      | Miejsce    | Wynik       | Miejsce     | Wynik    | Miejsce  | Wynik                    | Miejsce |
| ---------------------- | ----------- | ---------- | ---------- | ----------- | ----------- | -------- | -------- | ------------------------ | ------- |
| Hasan Mahboob          | 10 000 m    |            |            |             |             |          |          | nie ukończył konkurencji |         |
| Belal Mansoor Ali      | 1500 m      | 3:38,69    | 10.        |             |             | 3:35,40  | 7.       | 3:37,98                  | 10.     |
| Bilisuma Shugi Gelassa | 5000 m      | 13:31,84   | 10.        |             |             |          |          |                          |         |

Kobiety
| Zawodnik                  | Konkurencja | Eliminacje | Eliminacje | Ćwierćfinał | Ćwierćfinał | Półfinał | Półfinał | Finał    | Finał   |
| Zawodnik                  | Konkurencja | Wynik      | Miejsce    | Wynik       | Miejsce     | Wynik    | Miejsce  | Wynik    | Miejsce |
| ------------------------- | ----------- | ---------- | ---------- | ----------- | ----------- | -------- | -------- | -------- | ------- |
| Lishan Dula Gemgchu       | maraton     |            |            |             |             |          |          | 2:36:20  | 62.     |
| Shitaye Eshete            | 10 000 m    |            |            |             |             |          |          | 30:47,25 | 6.      |
| Shitaye Eshete            | 5000 m      | 15:05,48   | 8.         |             |             |          |          | 15:19,13 | 10.     |
| Genzebe Shami             | 800 m       | 2:07,77    | 3.         |             |             | 2:01,76  | 6.       |          |         |
| Genzebe Shami             | 1500 m      | 4:14,02    | 8.         |             |             |          |          |          |         |
| Maryam Yusuf Jamal        | 1500 m      | 4:05,39    | 3.         |             |             | 4:02,18  | 4.       | 4:10,74  | brąz    |
| Mimi Belete Gebregeiorges | 1500 m      | 4:07,01    | 5.         |             |             | 4:05,91  | 8.       |          |         |

### Pływanie
Mężczyźni
| Zawodnik       | Konkurencja    | Eliminacje | Eliminacje | Półfinał | Półfinał | Finał | Finał   |
| Zawodnik       | Konkurencja    | Czas       | Miejsce    | Czas     | Miejsce  | Czas  | Miejsce |
| -------------- | -------------- | ---------- | ---------- | -------- | -------- | ----- | ------- |
| Khalid Alibaba | 100m motylkiem | 1:04,05    | 44.        |          |          |       |         |

Kobiety
| Zawodniczka  | Konkurencja  | Eliminacje | Eliminacje | Półfinał | Półfinał | Finał | Finał   |
| Zawodniczka  | Konkurencja  | Czas       | Miejsce    | Czas     | Miejsce  | Czas  | Miejsce |
| ------------ | ------------ | ---------- | ---------- | -------- | -------- | ----- | ------- |
| Sara Alflaij | 50m dowolnym | 33,81      | 69.        |          |          |       |         |

### Strzelectwo
Kobiety
| Zawodnik     | Konkurencja | Kwalifikacje | Kwalifikacje | Finał | Finał   |
| Zawodnik     | Konkurencja | Wynik        | Pozycja      | Wynik | Pozycja |
| ------------ | ----------- | ------------ | ------------ | ----- | ------- |
| Azza Alqasmi | ksp 3x20    | 576          | 33.          |       |         |